# Johannisthal

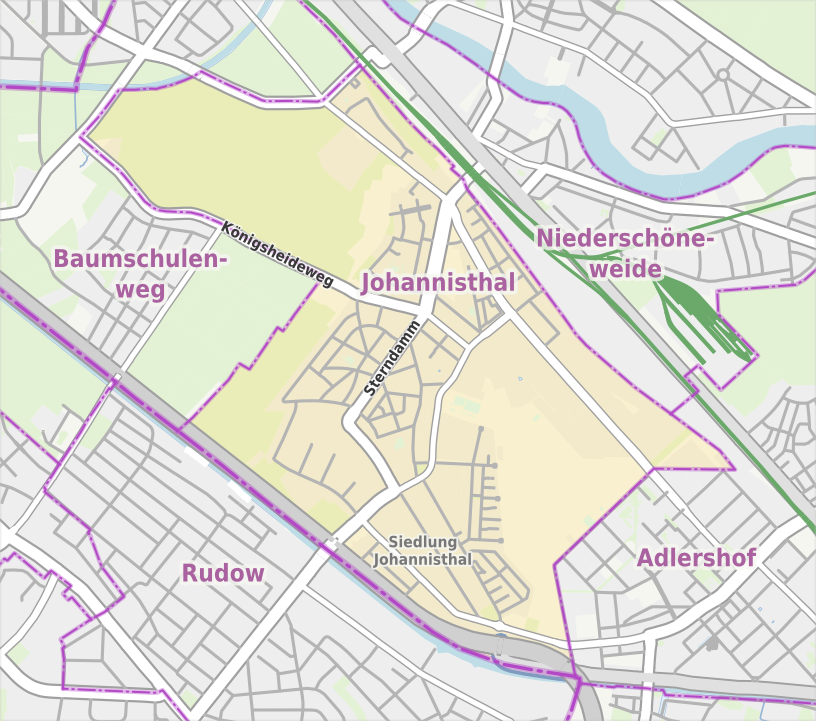
Mappa del quartiere

Johannisthal è un quartiere (Ortsteil) di Berlino, appartenente al distretto di Treptow-Köpenick.

## Storia
La località di Johannisthal (letteralmente: «valle di Giovanni») venne fondata durante il regno di Federico il Grande dal consigliere prussiano Johann Wilhelm Werner, che aveva ottenuto la proprietà dei terreni.
Già comune autonomo, venne annessa nel 1920 alla "Grande Berlino", venendo assegnata al distretto di Treptow.